# فرودگاه آلندورف
فرودگاه آلندورف (به انگلیسی: Allendorf Airport) (به زبان بومی: Flugplatz Allendorf) یک فرودگاه همگانی است که یک باند فرود بتن دارد و طول باند آن ۱۲۴۰ متر است. این فرودگاه در کشور آلمان قرار دارد و در ارتفاع ۳۵۵ متری از سطح دریا واقع شده است.